# Herceg-Novi (município)
Herceg Novi (em italiano, Castelnuovo) é um município de Montenegro. Sua capital é a vila de Herceg Novi.

## Principais localidades
- Herceg Novi - Capital
- Igalo
- Bijela
- Zelenika
- Baoshici

## Demografia
De acordo com o censo de 2003 a população do município era composta de:
- Sérvios (52,45%)
- Montenegrinos (28,41%)
- Croatas (2,45%)
- Muçulmanos por nacionalidade (0,64%)
- Bosníacos (0,26%)
- Albaneses (0,07%)
- outros (4,82%)
- não declarados (10,89%)